# Oscar Claeson
Oscar Claeson es un deportista sueco que compitió en vela en la clase Europe. Ganó una medalla de plata en el Campeonato Mundial de Europe de 2003 y una medalla de bronce en el Campeonato Europeo de Europe de 2002.

## Palmarés internacional
| Campeonato Mundial | Campeonato Mundial   | Campeonato Mundial | Campeonato Mundial |
| Año                | Lugar                | Medalla            | Clase              |
| ------------------ | -------------------- | ------------------ | ------------------ |
| 2003               | Cádiz (España)       | Medalla de plata   | Europe             |
| Campeonato Europeo |                      |                    |                    |
| Año                | Lugar                | Medalla            | Clase              |
| 2002               | Nieuwpoort (Bélgica) | Medalla de bronce  | Europe             |